# دلارام علي
دلارام علي هي ناشطة إيرانية رائدة في مجال حقوق المرأة.
في شهر يوليو عام 2007، اتهمت دلارام بعدة تهم هي " المشاركة في حشد غير قانوني " ونشر الأكاذيب والإشاعات (بروباغندا) ضد نظام الحكم " و " الإخلال بالنظام العام ". حكمت محكمة الثورة الإيرانية بسجنها 39 شهرا وجلدها 10 جلدات.
تم إعطاء دلارام حكم بالسجن لمشاركتها في وقفة احتجاجية سلمية للمدافعين عن حقوق المرأة في ميدان «هفت تير» بطهران في شهر يونيو عام 2006 . انتهى هذا التجمع بتدخل عنيف ووحشي من قوات الشرطة وتم اعتقال 70 متظاهرا.
قبل الحكم على دلارام بالسجن، كانت قد صدرت أحكام سجن لناشطات أخريات في مجال حقوق المرأة فيما يتعلق بالوقفة الاحتجاجية في 12 يونيو في ميدان هفت تير؛ والتي طالبت بحقوق متساوية للنساء يرعاها القانون. من هؤلاء النساء:
- فريبا داوودي مهاجر: السجن ثلاث سنوات مع إيقاف التنفيذ، والسجن لمدة عام واحد.
- نوشين أحمد خراساني: السجن لعامين مع إيقاف التنفيذ، والسجن لمدة ستة أشهر.
- بارفين أردلان: السجن لعامين مع إيقاف التنفيذ، والسجن لمدة ستة أشهر.
- شهلا انتصاري: السجن لعامين مع إيقاف التنفيذ، والسجن لمدة ستة أشهر.
- سوزان تهماسيبي: السجن لمدة عام ونصف مع إيقاف التنفيذ، والسجن لمدة ستة أشهر.
- آزاده الفرغاني: السجن لعامين مع إيقاف التنفيذ.
- بهاره هدايت: السجن لعامين مع إيقاف التنفيذ.

لم تصدر أحكام بعد لكل من مريم ضياء ونسيم سلطان بيجي وعليا دوست الذين كانوا أيضا متواجدين في الوقفة الاحتجاجية في 12 يونيو في ميدان هفت تير.
قالت شيرين عبادي المحامية البارزة والحاصلة على جائزة نوبل في إحدى اللقاءات الصحفية أن التهم الموجهة ضد هؤلاء النساء لا أساس لها.

## وصلات خارجية
- Delaram Ali Official Blog
- News about Delaram Ali